# Gallienia
Gallienia es un género de plantas con flores perteneciente a la familia de las rubiáceas. Incluye una sola especie: Gallienia sclerophylla Dubard & Dop (1925).
Es nativo de Madagascar.